# Правозащитное движение в СССР
Правозащи́тное движе́ние в СССР — часть диссидентского движения в СССР, сосредоточенное прежде всего на отстаивании прав человека, а также гражданских прав и свобод граждан гарантированных Конституцией СССР (свобода слова, печати, демонстраций, ассоциаций и др.), вне зависимости от их принадлежности к каким-либо социальным, национальным или мировоззренческим группам (в отличие от других фракций диссидентского движения, отстаивавших те или иные социально-политические проекты — монархический или левосоциалистический, требовавших самоопределения и отделения отдельных территорий и др.). Под правозащитной деятельностью, главным образом понималась деятельность, направленная в защиту прав других людей высказывать собственное мнение и жить по своему усмотрению, даже если это мнение и этот образ жизни не совпадают с мнениями и образом жизни самих правозащитников.
Как писала в 1997 году Лариса Богораз, точной разницы между «диссидентами» и «правозащитниками» не знают «ни те, кого общественная молва называет диссидентами, ни профессионалы-историки, занимающиеся этим вопросом». Первый историограф российского диссидентства Людмила Алексеева назвала свою книгу «История инакомыслия в СССР», а история правозащитного движения занимает в ней лишь одну из глав, наряду с национальными движениями, религиозным и политическим диссидентством.
В рамках исследовательской программы, начатой в конце 1990 года НИПЦ «Мемориал» для изучения истории диссидентской активности и правозащитного движения в СССР, была определена та особая роль, которую внутри диссидентского мира сыграло правозащитное движение, — оно смогло объединить дотоле разрозненные проявления независимой гражданской и культурной инициативы в единое целое. Правозащитники создали единое информационное поле, поддерживавшееся самой диссидентской активностью, что радикально отличало ситуацию 1960-х — 1980-х годов от разрозненных попыток создать политическое подполье в 1950-е годы. С середины 1960-х по начало 1980-х годов данное направление независимой гражданской активности абсолютно доминировало на общественной сцене.

## Основные формы правозащитной деятельности

### Распространение самиздата
Спорадические проявления самиздатской активности граждан СССР наблюдались, по-видимому, всегда — даже в 1930-50-е гг., когда эта деятельность могла в буквальном смысле стоить жизни. Однако последовательное и целенаправленное распространение информации посредством ручного размножения (переписывания, перепечатывания на пишущей машинке) и передачи текстов из рук в руки берёт начало, по-видимому, на рубеже 1950-60-х гг. У истоков так понимаемого самиздата стояла, в частности, Фрида Вигдорова, которой принадлежит имевший широкое хождение в самиздате отчёт о суде над Иосифом Бродским.
С конца 1960-х гг. правозащитный самиздат возникает и в более организованных формах — прежде всего, в виде информационного бюллетеня «Хроника текущих событий» (1968—1983), осуществлявшего мониторинг нарушений прав человека в СССР.

### Демонстрации
Публичные акции были исключительным явлением в деятельности правозащитников, поскольку их возможный информационный резонанс внутри советского общества в условиях полного государственного контроля над СМИ не мог не быть крайне незначительным.
Первой публичной политической демонстрацией в послевоенном СССР стал «митинг гласности», проведённый 5 декабря 1965 года на Пушкинской площади в Москве. Был организован математиком Александром Есениным-Вольпиным, физиком Валерием Никольским (1938—1978), художником Юрием Титовым и его женой Еленой Строевой. 5 декабря было выбрано не случайно — в СССР отмечался День Советской Конституции. Основным лозунгом митинга было требование гласности предстоящего суда над арестованными незадолго до этого Андреем Синявским и Юлием Даниэлем. Митингующие также держали плакаты с призывом «Уважайте Советскую Конституцию».
Через год состоялся митинг в память о «митинге гласности», демонстранты продолжали собираться на Пушкинской площади вплоть до перенесения Дня Конституции на 7 октября в 1977 году.
Наиболее известной демонстрацией правозащитников можно считать демонстрацию 25 августа 1968 года на Красной площади против ввода советских войск в Чехословакию (с точки зрения участников демонстрации, эта акция была не политической, а именно правозащитной — протестом против нарушения гражданских прав чешского народа самостоятельно выбирать своих лидеров и политический курс своей страны).

## Этапы правозащитного движения

### 1965—1972
Период становления правозащитного движения, вызванный реакцией после «хрущёвской оттепели», явно проявившейся уголовным делом (1965 год) в отношении Андрея Синявского и Юлия Даниэля. Большой резонанс получило «Открытое письмо» священников Глеба Якунина и Николая Эшлимана в ноябре 1965 года.
Прочие события:
- 16 мая 1966 года около 600 баптистов-инициативников провели демонстрацию в Москве на площади у здания ЦК КПСС. Перед этим общины евангельских христиан-баптистов из 130 городов СССР избрали 500 депутатов, чтобы передать генсеку Л. И. Брежневу петицию с просьбой разрешить провести съезд и прекратить гонения на верующих. Петицию у них приняли, но во встрече с Брежневым отказали. Тогда было решено провести демонстрацию — около суток верующие стояли на площади и молились, пока силами армии и милиции их не разогнали, арестовав значительную часть. Большинство арестованных было отпущено на следующий день, другим дали по 15 суток ареста по обвинению в «мелком хулиганстве». Руководители Совета церквей Геннадий Крючков и Георгий Винс получили по три года лишения свободы. Всего по этому делу было арестовано 240 человек;
- 1968 — обращение П. М. Литвинова  и Л. И. Богораз «К мировой общественности» по поводу «Процесса четырёх» — первый правозащитный текст, апеллировавший не к советским властям, а к советскому и международному общественному мнению[7][8][9]; начала составляться и подпольно распространяться «Хроника текущих событий» (первым её составителем была Наталья Горбаневская); демонстрация на Красной площади против ввода войск стран Варшавского договора в Чехословакию;
- 1969 — создание Инициативной группы по защите прав человека в СССР[10].
- 1970 — создание Комитета прав человека в СССР.

### 1973—1975
Период международного признания и кризиса движения
Основные события:
- 27 августа — 1 сентября 1973 года судебный процесс над П. Якиром и В. Красиным, которые в результате согласились сотрудничать с КГБ, что послужило детонатором к кризису движения в целом.
- 1974 — высылка за рубеж А. Солженицына (за «Архипелаг ГУЛАГ»).
- основание Солженицыным Фонда помощи политзаключённым, первым распорядителем которого стал Александр Гинзбург.
- 1974 — создание советской секции Международной амнистии.
- 1975 — награждение А. Сахарова Нобелевской премией мира, после чего в советских СМИ разворачивается кампания по его дискредитации.

### 1976—1985
Хельсинкский период
- 1975 — СССР подписал «Заключительный акт Совещания по безопасности и сотрудничеству в Европе в Хельсинки», взяв на себя таким образом обязательства по соблюдению прав человека.
- 1976 — вступили в силу оба международных пакта о правах человека ООН (уже ратифицированные СССР).

Основные события:

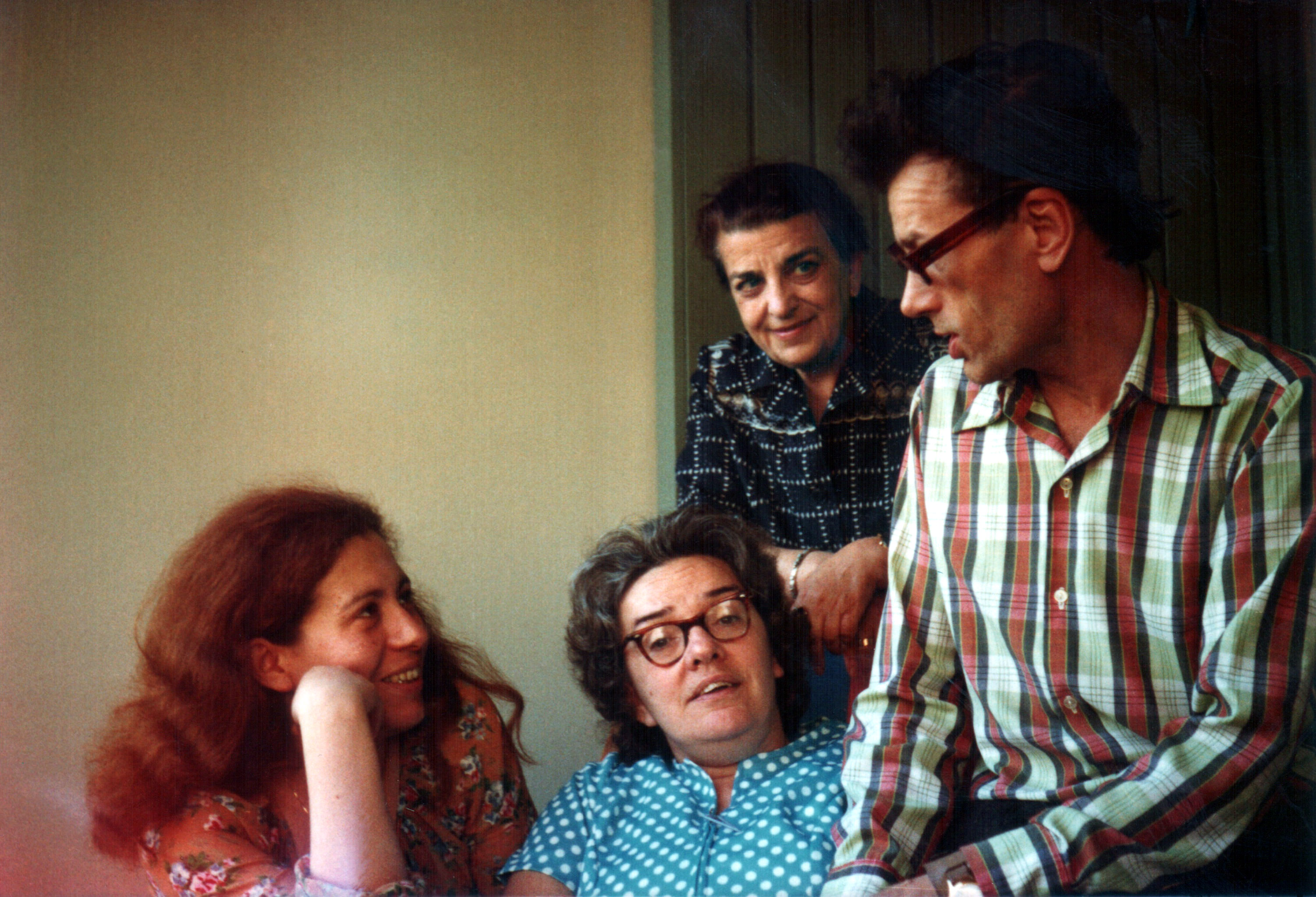
Юлия Вишневская, Людмила Алексеева, Дина Каминская и Кронид Любарский. Мюнхен, 1978

- 12 мая 1976 года — объявлено об образовании Московской Хельсинкской группы Юрия Орлова.
- Созданы хельсинкские группы на Украине (9.11.1976), в Литве (26.11.1976), Грузии (01.01.1977) и Армении (апрель 1977 г.).
- 30 декабря 1976 года Глебом Якуниным создан «Христианский комитет защиты прав верующих в СССР».
- 5 января 1977 года при Московской Хельсинкской группе по инициативе Петра Григоренко с целью выявления и обнародования сведений о случаях злоупотребления психиатрией, а также оказания помощи жертвам психиатрических репрессий создана Рабочая Комиссия по расследованию использования психиатрии в политических целях.
- конец 1976—начало 1977 — арест Ю. Орлова, А. Гинзбурга, Н. Руденко, А. Щаранского и других членов Хельсинкских групп.
- 28 декабря 1978 года — образовано Свободное межпрофессиональное объединение трудящихся (СМОТ).
- 1 ноября 1979 — арест Глеба Якунина.
- 1980 — правозащитное движение развернуло кампанию, критикующую решение властей СССР о вводе советских войск в Афганистан
- 1980—1986 гг. — внесудебная бессрочная ссылка А. Сахарова в Горький.
- 1984 — жена А. Сахарова Елена Боннер приговорена к 5 годам ссылки (переведена в Горьком на положение официальной ссыльной).

### 1986-1991
Период Перестройки и легализации правозащитного движения в СССР
- В декабре 1986 года из ссылки в Горьком были освобождены А. Сахаров и его жена Е. Боннэр. В феврале 1987 года были освобождены из заключения в порядке помилования 140 диссидентов[11]. Один из них, правозащитник С. Григорьянц, сразу приступил к изданию журнала «Гласность», критикующего коммунистическую систему[12]. В мае 1989 года Григорьянц создал и возглавил профсоюз независимых журналистов, в который вошли некоторые журналисты, представлявшие независимую (самиздатскую) печать в СССР[13].
- 8 июля 1991 года министерством юстиции под № 201, как общероссийская независимая общественная организация, была зарегистрирована РПА «Отцы и дети». Она стала первой официально зарегистрированной правозащитной организацией в СССР[14].

## Идеология правозащитников
В середине 1960-х годов большинство критиков режима были приверженцами демократического социализма, они с горячим сочувствием встретили «Пражскую весну» и на успех чехословацкого эксперимента возлагали надежды по оздоровлению советской системы. Советское вторжение в Чехословакию в августе 1968 года нанесло тяжелый удар по нравственной привлекательности социализма. После этого инакомыслящие, оставаясь едиными в осуждении пороков существовавшей в СССР политической и экономической системы, стали расходиться в объяснении её природы и особенно — в предлагаемых способах политических и экономических изменений. Их мысли обратились к другим социальным системам, прежде всего к капитализму западного образца. Дискуссия, вызванная опубликованием в 1973 году А. Солженицыным «Письма вождям Советского Союза», привела к размежеванию среди советских диссидентов между сторонниками православно-националистических идей и сторонниками превращения СССР в демократическое и правовое государство западного образца. В результате большинство активистов правозащитного движения оказалось среди этих последних. 
В 1976-77 годах были созданы Московская Хельсинкская группа, а также Украинская Хельсинкская группа, Литовская Хельсинкская группа, Грузинская Хельсинкская группа, Армянская Хельсинкская группа, которые тесно взаимодействовали между собой. Так в СССР произошло объединение правозащитного движения с национальными и религиозными движениями. Правозащитная идеология стала основой организованного диссидентского движения, включающего все социальные слои советского общества.
Наталья Горбаневская в 2012 году говорила:

Мы в принципе, да вот как я погляжу, почти никто не были людьми определенной идеологии. То есть в это движение с разных сторон входили какие-то идеологические группы. Особенно когда людей сажали, мы их защищали. Были еще, хотя уже к концу 60-х, к началу 70-х начавшие исчезать, группы вот этих чистых марксистов-ленинцев. Появлялись, наоборот, группы националистического толка. Мы во взглядах не смыкались, но когда надо было давать информацию о преследованиях — информации шло столько, сколько удавалось добыть. Гонимые — это гонимые. За взгляды, гонимые за убеждения, гонимые за слово.
Это как сегодня 282-я статья, которую, как говорят, предложили правозащитники, чтобы преследовать фашистов. Ну, а преследуют не только фашистов, как мы знаем. За взгляды, за мнения, как бы они нам ни были отвратительны, преследовать нельзя.

## Конфликт с властью
Действия правозащитников встретили жесткий отпор со стороны правящих кругов СССР: активные члены движения были осуждены к срокам лишения свободы, либо помещены в спецпсихбольницы, либо высланы из СССР. По мнению правозащитника 60-х годов О. А. Попова:

Руководство СССР отчетливо понимало угрозу своей власти […] и к середине 70-х годов фактически разгромило «первую волну» правозащитного движения, посадив часть правозащитников за решетку, а часть выслав за рубеж. Тем самым оно «убедило» советскую интеллигенцию в том, что защита прав человека в СССР дело не только бесперспективное, но и абсолютно бессмысленное, поскольку защищать-то, собственно, нечего: этих самых прав — на свободу слова, свободу ассоциаций и собраний — в Советском Союзе нет, и давать эти права народу власть не собирается. Бороться же за изменение политического строя и устранение власти партаппарата, дабы создать условия для реализации этих прав, дело слишком серьезное и подпадает под «антисоветские» статьи УК РСФСР. И как показали дальнейшие события, посадить можно не только по «политической» статье, но и за «клевету на советский государственный и общественно-политический строй».— Олег Попов «Об идеологии и практике правозащитного движения в России»[уточнить]

## Известные правозащитники
- Людмила Алексеева
- Лариса Богораз
- Елена Боннэр
- Владимир Буковский
- Татьяна Великанова
- Георгий Винс
- Александр Гинзбург
- Наталья Горбаневская
- Пётр Григоренко
- Мустафа Джемилев
- Александр Есенин-Вольпин
- Софья Каллистратова
- Сергей Ковалёв
- Левко Лукьяненко
- Мальва Ланда
- Павел Литвинов
- Наум Мейман
- Валерия Новодворская
- Юрий Орлов
- Александр Подрабинек
- Андрей Сахаров
- Андрей Твердохлебов
- Вячеслав Черновол
- Анатолий Щаранский

## Правозащитное движение в постсоветский период
После распада СССР судьба правозащитного движения и отдельных правозащитников в целом существенно отличалась для разных постсоветских государств, включая признанные и непризнанные. В зависимости от личных устремлений и степени политической жёсткости постсоветских режимов часть правозащитных движений исчерпала свою волю к существованию, самоликвидировавшись, либо перешла к чисто политической деятельности. Многие правозащитники и правозащитные организации институализировались и продолжили свою работу в правозащитном качестве уже в новых политических условиях.
По словам главы Московской Хельсинкской группы Людмилы Алексеевой, к 2013 году она единственная из правозащитников имела двойное гражданство.

## Фильмы
Права человека. Веб-сериал, 2017